# Erysiphe hyperici
Erysiphe hyperici är en svampart som först beskrevs av Carl (Karl) Friedrich Wilhelm Wallroth, och fick sitt nu gällande namn av S. Blumer 1933. Erysiphe hyperici ingår i släktet Erysiphe och familjen Erysiphaceae.   Inga underarter finns listade i Catalogue of Life.
I den svenska databasen Dyntaxa används istället namnet Microsphaera hypericacearum för samma taxon.  Arten är reproducerande i Sverige.